# Прудник, Даниил Эдуардович
Даниил Эдуардович Прудник (бел. Данііл Эдуардавіч Пруднік; род. 4 апреля 2004, Мозырь, Гомельская область) — белорусский футболист, защитник мозырской «Славии».

## Карьера
Воспитанник футбольной академии мозырской «Славии». В 2020 году стал выступать за дублирующий состав клуба. В сентябре 2020 года подписал с клубом свой первый профессиональный контракт. В октябре 2022 года футболист стал подтягиваться к играм с основной командой. Дебютировал за клуб 12 ноября 2022 года в матче заключительного тура Высшей лиги против могилёвского «Днепра», выйдя на замену на 73 минуте.
Новый сезон начал с выхода в полуфинал Кубка Белоруссии, по сумме матчей победив «Слуцк», однако сам футболист пробыл на скамейке запасных. Первый матч в сезоне сыграл 2 апреля 2023 года против минского «Динамо». По итогу полуфинальных матчей Кубка Белоруссии проиграл жодинскому «Торпедо-БелАЗ» и выбыл из розыгрыша турнира. Дебютным забитым голом за клуб футболист отличился 2 декабря 2023 года в матче заключительного тура чемпионата против «Энергетика-БГУ». На протяжении всего сезона футболист был преимущественно игроком замены. По итогу сезона футболист вместе с клубом завершил чемпионат на итоговом седьмом месте.